# Music for People Who Believe In Love
Music for People Who Believe in Love è il secondo album in studio solista del cantautore americano Joe Jonas. Previsto per essere pubblicato il 23 maggio 2025, attraverso Republic Records, il disco funge da seguito al precedente album solista di Jonas, Fastlife (2011). Presenta le apparizioni di Domi e JD Beck, il fratello minore di Jonas Frankie Jonas, Sierra Ferrell, Louane, Tiny Habits e Luísa Sonza.
L'album è stato preceduto dall'uscita di tre singoli, Work It Out, pubblicato il 19 luglio, What This Could Be, pubblicato il 4 ottobre 2024, e Heart by Heart, pubblicato il 25 aprile 2025. Per promuovere l'album, Jonas ha eseguito una serie di concerti ed esibizioni da solista dal vivo in tutto il mondo.

## Tracce
1. Woven (featuring Domi and JD Beck)
2. Parachute
3. Work It Out – 2:30 (Joseph Jonas, Jason Evigan, Kane Ritchotte, Bianca Atterberry, Victoria Evigan)
4. Only Love
5. Heart by Heart – 3:10 (Lewis Capaldi, Oscar Holter, Savan Kotecha, Max Grahn)
6. Honeyblonde
7. My Own Best Friend
8. Velvet Sunshine (featuring Frankie Jonas)
9. Sip Your Wine (featuring Sierra Ferrell)
10. Hey Beautiful (featuring Louane and Tiny Habits)
11. What We Are (featuring Luísa Sonza)
12. You Got the Right
13. What This Could Be – 3:18 (Jonas, Dan Nigro, Leslie Feist)
14. Constellation